# 日系フィリピン人
日系フィリピン人（にっけいフィリピンじん、タガログ語: Nippongo Pilipinos, 英: Japanese Filipinos）とは、日本に家系起源を持つフィリピン人である。
- 最初の移民：前スペイン植民地時代。
- 第2グループ：江戸時代初期のカトリック迫害（禁教政策）を逃れたカトリック教徒の貿易商・商人が移住。
- 第3グループ:19世紀後半から20世紀前半にかけての移民政策によりフィリピンへ移住した人々。彼らの多くはフィリピン人と結婚し、日系メスティーソ・コミュニティーを形成。多数はマニラ、ダヴァオ、ヴィサヤ諸島等に居住している。

## 日系フィリピン人、フィリピン系日本人の一覧

### 戦国時代の一世
- 高山右近
- 内藤如安
- 呂宋助左衛門

### 二世以降
- ジョビー・カツマタ
- タムリン・トミタ
- アイコ・メレンデス (en:Aiko Melendez)
- アキコ・トムソン (en:Akiko Thomson)
- イワ・モト (en:Iwa Moto)
- ガイ・オノ (en:Gai Ono)
- ケネス・ナトリ・ジュニア (en:Kenneth Natori Jr.)
- ジロー・マニオ (en:Jiro Manio)
- ニーナ・コダカ (en:Nina Kodaka)

## 著名な日本系子孫
- ホセ・リサール (マレー人・中国人・日本人・スペイン人の血を持つ)[4][5]
- マリア・イメルダ・マルコス (Maria Imelda Marcos)
- ルー・ダイアモンド・フィリップス - フィリピン出身で、アメリカの俳優
- マーク・ダカスコス - アメリカの俳優

## フィリピン残留日系人問題
日本人男性と現地の女性間に生まれた者が太平洋戦争の混乱によりフィリピンに残留及び無国籍状態に置かれていた問題。戦後のフィリピン社会は、戦争により大きな被害を受けたことが原因で反日感情が強かったため、母親が夫との婚姻証明書を破棄、名前をフィリピン式（スペイン語ならびに英語）に改名する事態が起きた。また当時のフィリピンの法律は父系優先血統主義であったため彼らはフィリピン国籍を取得できず無国籍状態になっていた。彼らへの差別はマルコス政権誕生までは強いものであった。
2018年に実施した外務省の調査では3,810人が確認されそのうち1,000人は連絡先の判明により日本国籍の取得が出来たが残りの1,500人は日本人の父を持っていたが無国籍状態のままであった。
2023年3月末時点では3,972人が確認されており、国籍回復者1548人、死亡及び行方不明により未取得2273人、生存者151人。